# Aegviidu
Aegviidu es una localidad del municipio de Anija en el condado de Harju, al norte de Estonia.
A 1 de enero de 2016 tiene 709 habitantes en una superficie de 11,97 km².
Se ubica en el límite con el condado de Lääne-Viru, sobre la carretera 13.
En 2017 pasó a ser una localidad del municipio de Anija.